# Časová pásma ve Spojeném království

Lokalizace britských území ve světě

Časová pásma ve Spojeném království zahrnují nejen čas ve Spojeném království, ale i na jeho zámořských územích. Od nejvýchodnějšího cípu (Diego García) k nejzápadnějšímu (Oeno) je rozdíl zeměpisných délek 203°14', což odpovídá časovému rozdílu 13,55 hodiny. Vzhledem k tomu, že území není souvislé, platí zde deset časových pásem. Sezónní změna času se aplikuje na většině území.

## Standardizovaný čas
Stanovení času patří mezi vyhrazené pravomoci britského parlamentu s výjimkou Severního Irska, kde je pravomoc přenesena na místní shromáždění, aby byla zjednodušena koordinace času s Irskou republikou. Současný stav vychází ze zákona z roku 1968 (British Standard Time Act) a zákona z roku 1972 (Summer Time Act)   ve znění úpravy z roku 2002. V této zákonné úpravě je standardní čas definován UTC+01:00 s tím, že platí po dobu tří let, pakliže tato doba nebude prodloužena výnosem schváleným oběma komorami parlamentu, což se nestalo. Interpretační zákon (Interpretation Act) z roku 1978 stanoví, že kdekoli se v zákoně objevuje výraz čas, míní se tím greenwichský střední čas, není-li uvedeno jinak.
Zákonná úprava platí i pro britská korunní závislá území, která však mají právo přijmout vlastní úpravu. Pravomoc stanovovat zákonný čas na závislých územích je přenesena na příslušné orgány výkonné moci. Přehled britských území a na nich standardizovaných časech je v tabulce níže.
| Území                                                                                    | Standardní čas | Letní čas    |
| ---------------------------------------------------------------------------------------- | -------------- | ------------ |
| Pitcairnovy ostrovy                                                                      | UTC−08:00      | není zaveden |
| Kajmanské ostrovy                                                                        | UTC−05:00      | není zaveden |
| Turks a Caicos                                                                           | UTC−05:00      | UTC−04:00    |
| Bermudy                                                                                  | UTC−04:00      | UTC−03:00    |
| Anguilla, Britské Panenské ostrovy, Montserrat                                           | UTC−04:00      | není zaveden |
| Falklandy                                                                                | UTC−03:00      | není zaveden |
| Jižní Georgie a Jižní Sandwichovy ostrovy                                                | UTC−02:00      | není zaveden |
| Spojené království (Anglie, Skotsko, Severní Irsko, Wales), Guernsey, Jersey, Ostrov Man | UTC±00:00      | UTC+01:00    |
| Svatá Helena, Ascension a Tristan da Cunha                                               | UTC±00:00      | není zaveden |
| Gibraltar                                                                                | UTC+01:00      | UTC+02:00    |
| Akrotiri a Dekelia                                                                       | UTC+02:00      | UTC+03:00    |
| Britské indickooceánské území                                                            | UTC+06:00      | není zaveden |

### Hranice
Hranice mezi zónami odpovídají hranicím jednotlivých územních celků, což jsou převážně ostrovy.

### Sezónní změna času
Současně platná sezónní změna času je zavedena od roku 1972 speciálním zákonem (Summer Time Act) a během ní je čas na celém území posunut o jednu hodinu dopředu oproti standardnímu času. Přechod na tento čas nastává podle změny zákona z roku 2002 poslední březnovou neděli, kdy se ve 2 hodiny posouvá čas o jednu hodinu dopředu, a končí poslední říjnovou neděli, kdy se ve 2 hodiny posouvá čas o jednu hodinu zpět, přičemž je zkoordinován se změnou času v Evropské unii.

## Historie

### Spojené království
Až do poloviny devatenáctého století se ve Spojeném království používal místní sluneční čas. Greenwichský střední čas (GMT) byl zaveden nejprve na Velké západní železnici v roce 1840. V následujících letech ji následovalo několik dalších železničních společností a v důsledku toho byl 1. prosince 1847 přijat železničním clearingovým střediskem a téměř všemi železničními společnostmi. Říkalo se mu železniční čas.
Tento standard postupně pronikal i do ostatních oborů, nicméně v roce 1858 byl v soudní při oficiálním časem shledán místní střední čas. Legálnost greenwichského času napadl dopis publikovaný 14. května 1880 v Timesech. To se odrazilo  na konci roku 1880, kdy byl greenwichský střední čas na území ostrova Velké Británie prohlášen za zákonný. Později byl uzákoněn i jinde —  na ostrově Man v roce 1883, na Jersey v roce 1898 a na Guernsey v roce 1913. V Irsku byl dublinský střední nahrazen GMT v roce 1916. V letech 1901 až 1936 se na některých královských majetcích (Sandringham House, Balmoral) užíval Sandringhamský čas (GMT+0:30). Důvodem bylo, aby lovy začínaly časněji. Odchylku zrušil Eduard VIII. a jeho následníci ji neobnovili.
Letní čas byl poprvé zaveden zákonem o letním čase z roku 1916, který stanovil posun času o jednu hodinu vpřed na 21. května a 1. října o hodinu vzad s přechody ve 2:00 standardního času. Sezónní změna se uplatňovala každoročně do roku 1939 s drobnými odchylkami začátku a konce. V roce 1940 nebyl letní čas zrušen, ale na jaře 1941 došlo k dalšímu posunu na GMT+2; tento čas se nazývá „double DST.“ K návratu do předválečného stavu došlo v roce 1945 dvojím přetočením hodin zpět.
Sezónní změny byly narušeny experimentálním přijetím středoevropského času v roce 1968. Experiment byl schválen na tři roky a předpokládalo se jeho prodloužení, k čemuž po parlamentní debatě nedošlo. Protože zákon z roku 1968 neřešil sezónní změnu času, byl v roce 1972 přijat zákon o letním čase. Tento zákon zmocňoval vládu vyhláškami stanovovat datum začátku a konce letního času. Poté, co byla v roce 2021 vydána v této věci evropská směrnice, byl zákon v roce 2002 upraven tak, že je se směrnicí zkoordinován a letní čas není regulován vyhláškami.
Snahy o zavedení středoevropského času nadále přetrvávají včetně návrhu z roku 2011 na provedení analýzy nákladů a přínosů. 

### Falklandy
Na Falklandských ostrovech se až do 11. března 1912 používal střední sluneční čas hlavního města Port Stanley (GMT−3:51:24). Od té doby se používal nepřetržitě čas UTC−04:00 až do 25. září 1983, kdy byl poprvé zaveden letní čas UTC−03:00. Sezónní změna byla každoročně zaváděna v letním období (září až duben) až do roku 2011, kdy podle rozhodnutí místní vlády zůstal letní čas trvale v platnosti.

## Nestandardizovaný čas
Na Falklandských ostrovech používají na venkově čas UTC−04:00, kterému říkají camp time na rozdíl od úředního času zvaného Stanley time nebo government clocks.